# Yuki Yamazaki
Yuki Yamazaki (山崎 侑輝 Yamazaki Yuki?, nacido el 21 de abril de 1990 en Tokio) es un exfutbolista japonés. Jugaba de centrocampista y su último club fue el Tochigi Uva FC de Japón.

## Trayectoria

### Clubes
| Club                | País  | Año         |
| ------------------- | ----- | ----------- |
| Roasso Kumamoto     | Japón | 2012 - 2014 |
| Renofa Yamaguchi FC | Japón | 2014        |
| Tochigi Uva FC      | Japón | 2015 - 2016 |

## Estadística de carrera

### J. League
| Club            | Año   | J. League | J. League | Copa J. League | Copa J. League | Total | Total |
| Club            | Año   | Part.     | Goles     | Part.          | Goles          | Part. | Goles |
| --------------- | ----- | --------- | --------- | -------------- | -------------- | ----- | ----- |
| Roasso Kumamoto | 2012  | 3         | 0         | -              | -              | 3     | 0     |
| Roasso Kumamoto | 2013  | 0         | 0         | -              | -              | 0     | 0     |
| Roasso Kumamoto | 2014  | 0         | 0         | -              | -              | 0     | 0     |
| Total           | Total | 3         | 0         | 0              | 0              | 3     | 0     |